# 無料音楽学校

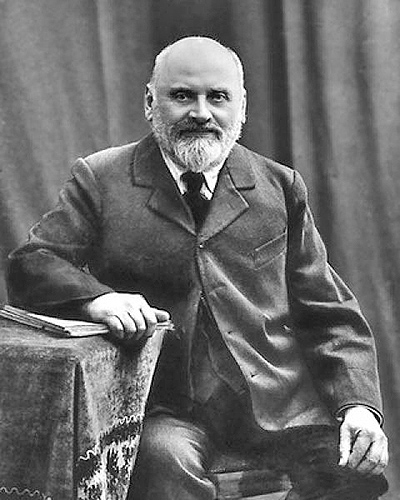
無料音楽学校設立者のひとりミリイ・バラキレフ

無料音楽学校（むりょうおんがくがっこう）は、19世紀ロシアで設立された音楽教育と音楽普及のための慈善的施設。
1862年、合唱指揮者ガブリイル・ロマーキン（1812年 - 1885年）と作曲家ミリイ・バラキレフ（1837年 - 1910年）によってサンクトペテルブルクに設立され、1917年のロシア革命まで存続した。

## 概要
無料音楽学校は、ロシア皇帝アレクサンドル2世による1860年代の自由主義的改革を背景として、都市の雑階級（地主貴族でない一般知識層）など広い大衆への音楽教育をめざした。
当時、アントン・ルビンシテインの主導によりロシア宮廷を支援者としたロシア音楽協会（略称RMO、1859年設立）やサンクトペテルブルク音楽院（同1862年）が設立され、ロシアでアカデミックな音楽教育の取り組みが始まっていた。音楽のディレッタンティシズム（素人主義）を批判するルビンシテインと激しく対立するバラキレフが、アカデミックな音楽教育に対抗して組織したのが無料音楽学校である。
無料音楽学校は、ボロディンの母校でもあるサンクトペテルブルク大学医学部の空き教室を利用し、毎週日曜日に開校された。年齢・性別・職業の制限はなく、優れた声や音感に恵まれながら経済的な理由などにより音楽の勉強手段を持たない人々を広く受け入れた。当時評論家だったアレクサンドル・セローフが趣旨に賛同する記事を書いて宣伝したこともあり、開校一ヶ月で300人以上の生徒が集まったという。
学校では、ロマーキンが合唱団を指導し、バラキレフはオーケストラを組織して自ら指揮した。
1863年から始まった管弦楽演奏会において、グリンカやダルゴムイシスキーのロシア音楽、バラキレフら「力強い一団（ロシア5人組）」の新作のほか、彼らが支持するベルリオーズやリスト、シューマンら西ヨーロッパの新しい作品を紹介するなど、ほぼ同時期に成立したロシア音楽協会の定期演奏会と競い合うまでに水準を高めた。
また、バラキレフはグラズノフの交響曲第1番も無料音楽学校の演奏会で初演するなど、バラキレフ自身が指揮者として頭角を現す基盤ともなった。
無料音楽学校は政府機関からの支援を受けることができず、運営には経済的な困難がつきまとったが、当時の愛国的気運やスラヴ主義的な運動とも結びつき、ロシア国民楽派形成に大きな役割を果たした。無料音楽学校の校長が結局3年後にサンクトペテルブルク音楽院に引き抜かれる、といった顛末で終わりを告げた。

## 閉校
ロシア革命後、無料音楽学校は閉鎖された。しかし、革命政権はモスクワ音楽院とサンクトペテルブルク音楽院は存続させる意向を表明し、両音楽院はそのまま残されている。

## 歴代校長
1. ガブリイル・ロマーキン（在任：1862年 - 1868年）
2. ミリイ・バラキレフ（1868年 - 1874年）
3. ニコライ・リムスキー＝コルサコフ（1874年 - 1881年）
4. ミリイ・バラキレフ（1881年 - 1908年）
5. セルゲイ・リャプノフ（1908年 - 1917年）